# Erik Axel Karlfeldt
För andra betydelser, se Karlfeldt (olika betydelser).
Erik Axel Karlfeldt, ursprungligen Eriksson, född 20 juli 1864 i Karlbo i Folkärna socken i Kopparbergs län, död 8 april 1931 i Engelbrekts församling ' Stockholm, var en svensk poet och författare. Han var ledamot av Svenska Akademien 1904–1931 och postum mottagare av Nobelpriset i litteratur 1931. 
Karlfeldt blev 1913 Svenska Akademiens ständige sekreterare efter Carl David af Wirsén, som avlidit året före. Han kvarstod på denna post till sin död 1931.  
Han avled den 8 april 1931 efter en kort tids sjukdom.

## Biografi

### Uppväxt

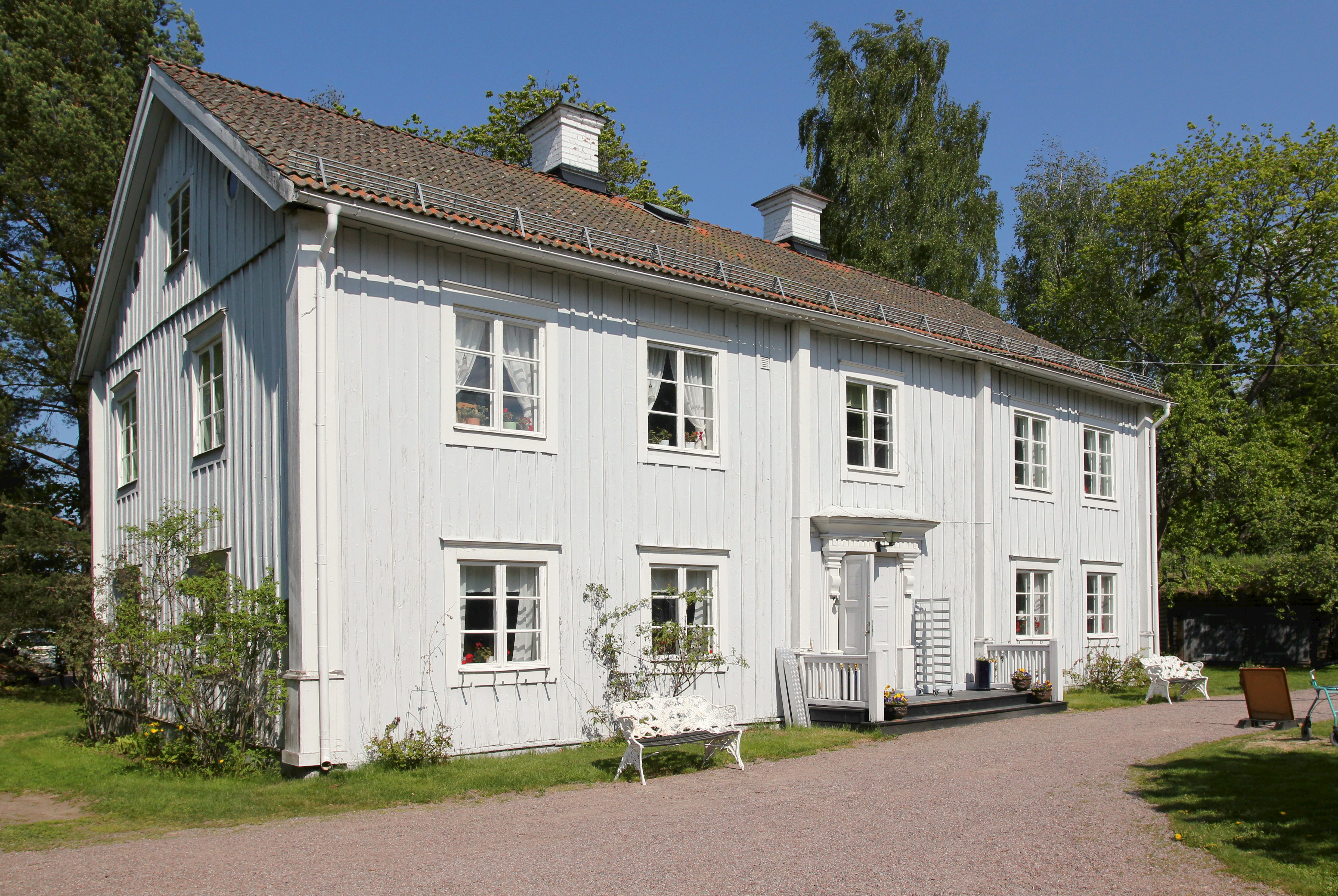
Tolvmansgården, Erik Axel Karlfeldts barndomshem, vid Avesta.

Karlfeldt föddes i Tolvmansgården i Karlbo by i Folkärna socken i sydöstra Dalarna. Hans far var bonden Erik Eriksson från Jularbo och hans mor var Anna Jansdotter från Hyttbäcken norr om Karlbo; efternamnet Karlfeldt togs senare. Församlingens prost Åkerblom ansåg att den studiebegåvade Erik Axel skulle läsa vidare och 1878 började han på Västerås högre allmänna läroverk. I skolan hörde han till de bästa bland klassens femton pojkar och han var medlem i skolans litterära förening. Han bodde inackorderad i det som då ansågs vara stadens utkant, Kyrkbacken. Loven tillbringade han hemma i Karlbo. Sommaren 1882 fotvandrade han genom Dalarna. På hösten 1884 träffade han en ung flicka, Anna Bolling, dotter till gymnastikläraren, och förälskade sig i henne. Efter hans examen träffades de inte mer men hon verkar ha tjänat som inspiration till många av hans romantiska dikter.
Fadern Erik Eriksson hade tvingats skuldsätta sig för att kunna driva gården. Han började  förfalska släktingars namnteckningar på skuldebrev och växlar. Till slut upptäcktes det hela. I maj 1885 blev han häktad och i juni dömdes han av rådhusrätten i Sala till två års straffarbete på länsfängelset i Västerås för urkundsförfalskning. Samtidigt med detta tog Erik Axel examen med goda betyg. Skammen över faderns brott och att hans barndomshem såldes på auktion måste djupt ha påverkat den unge Erik Axel.

### Djursholm

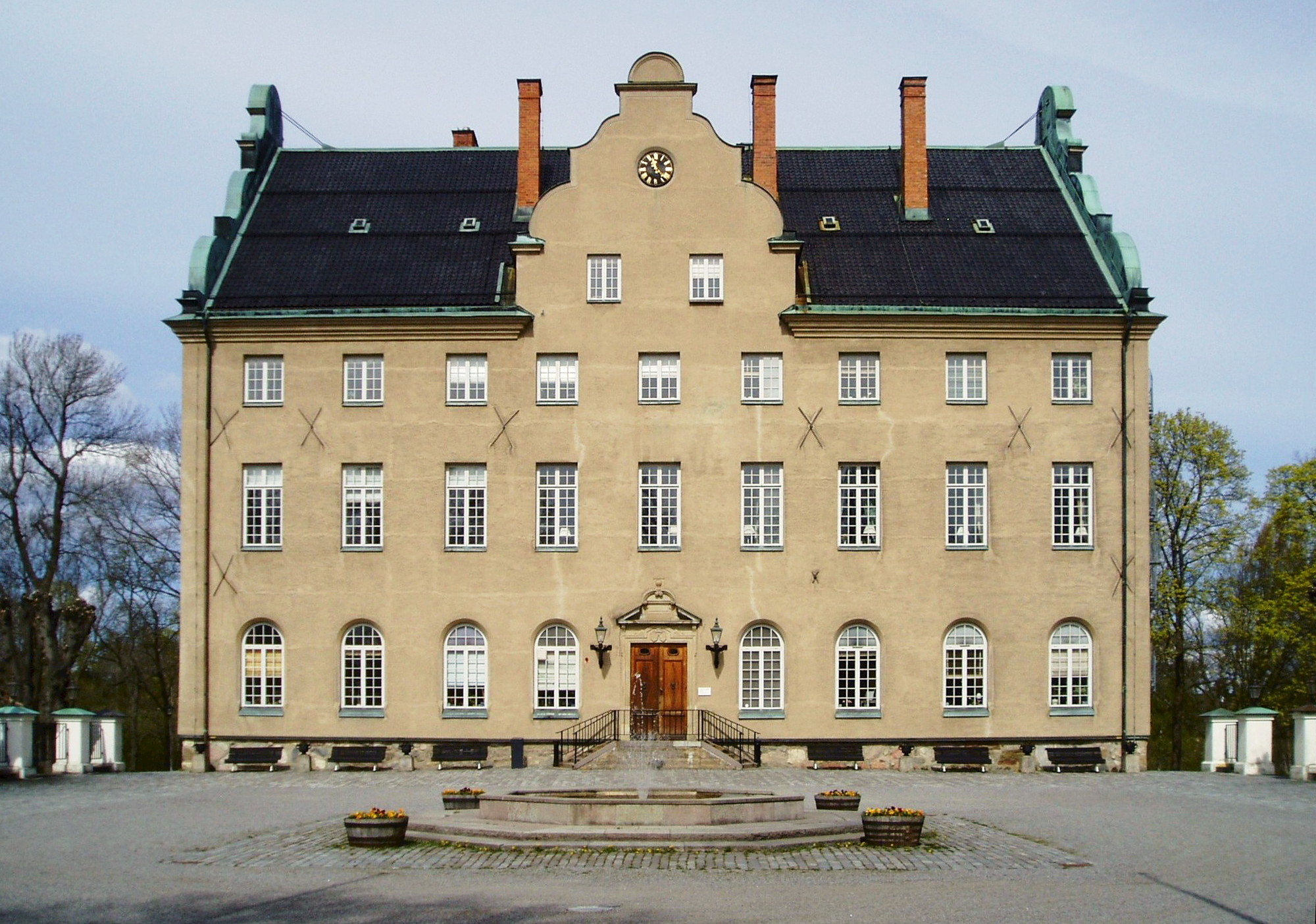
Djursholms slott där Karlfeldt bodde i en vindskupa på tredje våningen från hösten 1893 till våren 1895.

På höstterminen 1885 började Karlfeldt studera vid Uppsala universitet med estetik som huvudämne. Bristen på pengar gjorde att han fick nöja sig med det allra enklaste rum på Götgatan 7. Sommaren 1886 började han som informator i Bräcke i Jämtland och där blev han kvar till våren 1887, då han fortsatte som informator två mil bort hos stinsen i Gällö. På hösten 1887 återvände han till Uppsala. I början av 1888 upphörde studierna eftersom han nu helt saknade pengar och var så desperat att han till och med skrev till sin farbror, en av dem vars namnteckningar fadern förfalskat. Hans bön om pengar var resultatlös och hela våren 1888 stannade han utan arbete hemma hos föräldrarna i Krylbo. Under sommaren arbetade han som informator hos Krylbos provinsialläkare.
Karlfeldts eländiga situation vändes till det bättre när han på hösten 1888 skrev ett brev till Aftonbladets huvudredaktör Ernst Beckman och bad om anställning som journalist. Beckman hade som ung skrivit poesi och gett ut en diktsamling och när han fått se några dikter av den unge studenten beslutade han att anställa honom på försök på tidningen. I samband med anställningen bytte den unge studenten efternamn till Karlfeldt. Beckman beslöt sig för att hjälpa den unge Karlfeldt ekonomiskt för att denne skulle kunna slutföra studierna. Från bekantskapskretsen samlade han ihop några hundra kronor och i februari fick Karlfeldt pengarna för att kunna återvända till studierna i Uppsala. Karlfeldt blev dock en regelbunden gäst hemma hos Beckman. Beckmans hustru Louise Woods var amerikanska och i hemmet bodde även Louises mor Sarah Woods Baker. Med dem fick Karlfeldt konversera på engelska. Woods Baker var visserligen född i New England men i Sverige gav hon ut några böcker på svenska och det är rimligt att anta att Karlfeldt fick korrekturläsa hennes manus. I Beckmans umgängeskrets fanns bland annat Carl Snoilsky och Viktor Rydberg.
Några av Karlfeldts dikter hade tidigare publicerats under signatur men i början av 1890 skrev han till litteraturkritikern Frans von Scheele, redaktör för Svensk tidskrift. Över de dikter som Karlfeldt hade skickat med hade Scheele gett ett välvilligt betyg och efter att Karlfeldt tagit kontakt på nytt 1891 publicerades fyra av hans dikter i tidningen, för första gången under Karlfeldts eget namn.
I maj 1892 tog Karlfeldt kandidatexamen och i hans betyg ingår latin, germanska språk, nordiska språk, mineralogi och geologi, teoretisk filosofi samt estetik med litteratur- och konsthistoria. Beckman hade tvingats sluta på Aftonbladet men blev istället VD i Djursholmsbolaget. Bolaget hade grundats av Henrik Palme med syfte att bygga en trädgårdsstad vid Djursholms slott utanför Stockholm och den förste att bygga hus i Djursholm var Beckman. På några få år i början av 1890-talet växte det upp en liten stad, Djursholms villastad, runt Djursholms slott, med gator namngivna i den då populära fornnordiska andan. Beckman satt i skolstyrelsen för Djursholms Enskilda Läroverk. På våren 1893 var en lärarinna tvungen att ta tjänstledigt och för styrelsen kunde Beckman rekommendera en vikarie, Karlfeldt. Samma höst tillträdde Karlfeldt tjänsten som lärare i svenska, engelska och tyska, mot en lön på 1 200 kronor om året.
Djursholms samskola hade sina lokaler i Djursholms slott och där fick Karlfeldt en liten bostad på tredje våningen. Elevantalet var begränsat och han var klassföreståndare för klass IV, som endast hade två elever. Tidigare elever har vittnat om att Karlfeldt var en mycket duktig lärare i svenska men han fick också lära ut ämnen där han hade inga eller begränsade kunskaper, geografi och historia. Många av dikterna i hans debutsamling tillkom i hans vindskupa eller vid promenader i slottsallén, även om det inte finns några direkta anspelningar på Djursholm i dikterna.
Karlfeldt verkar ha stått på kamratlig fot med sina elever. Skolan var en samskola och Karlfeldts trevliga uppförande mot skolans kvinnliga elever verkar ha gett upphov till skvaller. Någon substans eller konkretion har inte kunnat påvisas bakom detta skvaller mer än att Karlfeldt tog emot besökare på sitt vindsrum. Beteendet verkar ha upprört en av lärarna som klagade inför skolans styrelse. Eftersom en samskola vid denna tid var en kontroversiell inrättning ville inte styrelsen att skolan skulle omges av skvaller och gav Beckman i uppgift att be Karlfeldt att lämna skolan. 
Av skolans rektor och skolans inspektor Viktor Rydberg fick Karlfeldt ett mycket vackert betyg av vilket framgår att Karlfeldt "ådagalagt synnerligt nit och med beröm godkänd undervisningsskicklighet samt fört ett hedrande lefverne." Rydberg och skolans rektor Karl Eriksson skrev även i Karlfeldts betyg, daterat den 9 april 1895: "I detta sammanhang passa vi på tillfället att framhålla den utmärkta förmåga att behandla svenska språket, som kandidat Karlfeldt besitter." Trots att Beckman gjorde det yttersta för att hjälpa Karlfeldt i denna situation innebar avskedet för Karlfeldts del ett slut på sex års samvaro med Beckman och hans familj. Kontakten mellan dem blev i fortsättningen begränsad. Hösten 1898 skickade Karlfeldt sin Fridolins visor till Beckman och denne svarade med att välkomna Karlfeldt på besök till Djursholm. Detta skedde dock aldrig och Beckman flyttade till Kalifornien 1916. Efter sin död gravsattes han på kyrkogården i Djursholm och Karlfeldt höll vid det tillfället tal, där han tackade den avlidne för dennes hjälp.

### Debuten
Under sommaren 1895 färdigställde Karlfeldt sin debutbok, Vildmarks- och kärleksvisor, som publicerades strax före jul samma år av Seligmanns förlag. I Vårt Land ansåg litteraturkritikern Carl David af Wirsén att debuten var lovande men hade kritik mot det tekniska hantverket. Försäljningsmässigt blev boken ett fiasko med endast ett par hundra sålda exemplar. 
I debutboken använder Karlfeldt inga komplicerade versmått men däremot ofta omvänd ordföljd för att få rimmen att stämma, till exempel "om mig ska du drömma" istället för "drömma om mig". Den omvända ordföljden skulle Karlfeldt senare undvika. Istället för traditionella versmått som hexameter, alexandrin eller tidens populära versmått som sonett, canzon eller terzin använder Karlfeldt genomgående folkvise- eller balladstrofer. Detta innebar att dikterna är indelade i strofer med samma antal rader och med samma meter. Däremot kan strofernas längd, rytmens karaktär och rimmens antal varieras.

### Molkom och Uppsala

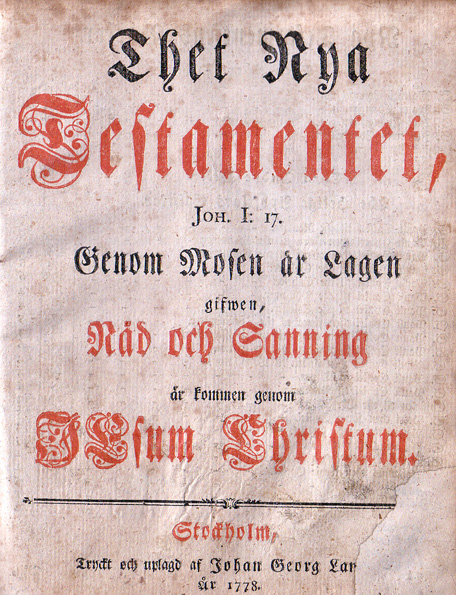
Karlfeldts tredje diktsamling inspirerades språkligt av bland annat Bibeln i den tidens svenska översättning.

I mars 1895 skrev Karlfeldt till föreståndaren för folkhögskolan i Molkom och anmälde intresse för ett vikariat. Han fick tjänsten och när terminen började i slutet av oktober började Karlfeldt på nytt som lärare. I tjänsten ingick svenska, historia och välskrivning men också ett ämne som Karlfeldt förmodligen inte hade några närmare kunskaper i, nationalekonomi. I ett brev till sin bror några veckor efter terminsstart skrev han:
"Min verksamhet är jag mycket nöjd med. Rätt arbetssamt är det nog, men hvad gör det, då jag har hälsa och krafter? Jag har 35 stora bondynglingar att gno med; orätt vore att säga, det alla av dem äro kvickhuvud, men hyggliga, hövliga och läraktiga äro de utan undantag, och vi komma förträffligt överens."
Folkhögskolan i Molkom leddes av rektor Mauritz Tisell som Karlfeldt i samma brev beskriver som en hedersman, men med ett häftigt och retligt lynne. Rektor Tisell var gift med den då 39-åriga Mina Tisell, syster till juristen och senare statsministern Hjalmar Hammarskjöld. Äktenskapet var olyckligt och barnlöst och hon vantrivdes i lilla Molkom, uppvuxen som hon var i storstad och van vid högreståndsvanor och en intellektuell miljö. I Molkom fick hon sköta hushållsbestyren trots att hon har beskrivits som opraktisk. Hon var bekant med Selma Lagerlöf och läste Heidenstam. Hon och den nye svenskläraren Karlfeldt blev goda vänner, något som har lett till en situation där Karlfeldt i april 1896 ansåg sig ha anledning att avsluta tjänsten. Vid avfärden från Molkom kom fru Tisell till järnvägsstationen och embarkerade tåget; hon inhämtades i Deje av sin make och återfördes till Molkom. Vad som har skett är det ingen som vet exakt; ingen av de tre inblandande har skrivit några brev om saken eller gjort några kommentarer. Däremot är det klart att rektorsparet separerade i maj 1896 och att Mina Tisell då flyttade till sin mor i Stockholm; den formella skilsmässan blev klar i augusti 1898. Drygt tio år efteråt var hon bosatt på Karlavägen i Stockholm i samma hus som Karlfeldt; att de två har mötts verkar oundvikligt. Dikten Irina i Karlfeldts andra diktsamling anses handla om Mina Tisell.
Karlfeldt återvände till Uppsala för att skriva en licentiatavhandling och försörjde sig genom stipendier samtidigt som han också höll på med sin nästa diktsamling. I Uppsala lärde han känna diktaren Gustaf Fröding, som hade flyttat dit tillsammans med sin syster Cecilia. Fröding läste dennes dikter innan de publicerades och gav Karlfeldt goda råd. På våren 1898 lade Karlfeldt fram sin licentiatavhandling om den engelske dramatikern Henry Fielding, särskilt dennes roman Joseph Andrews.

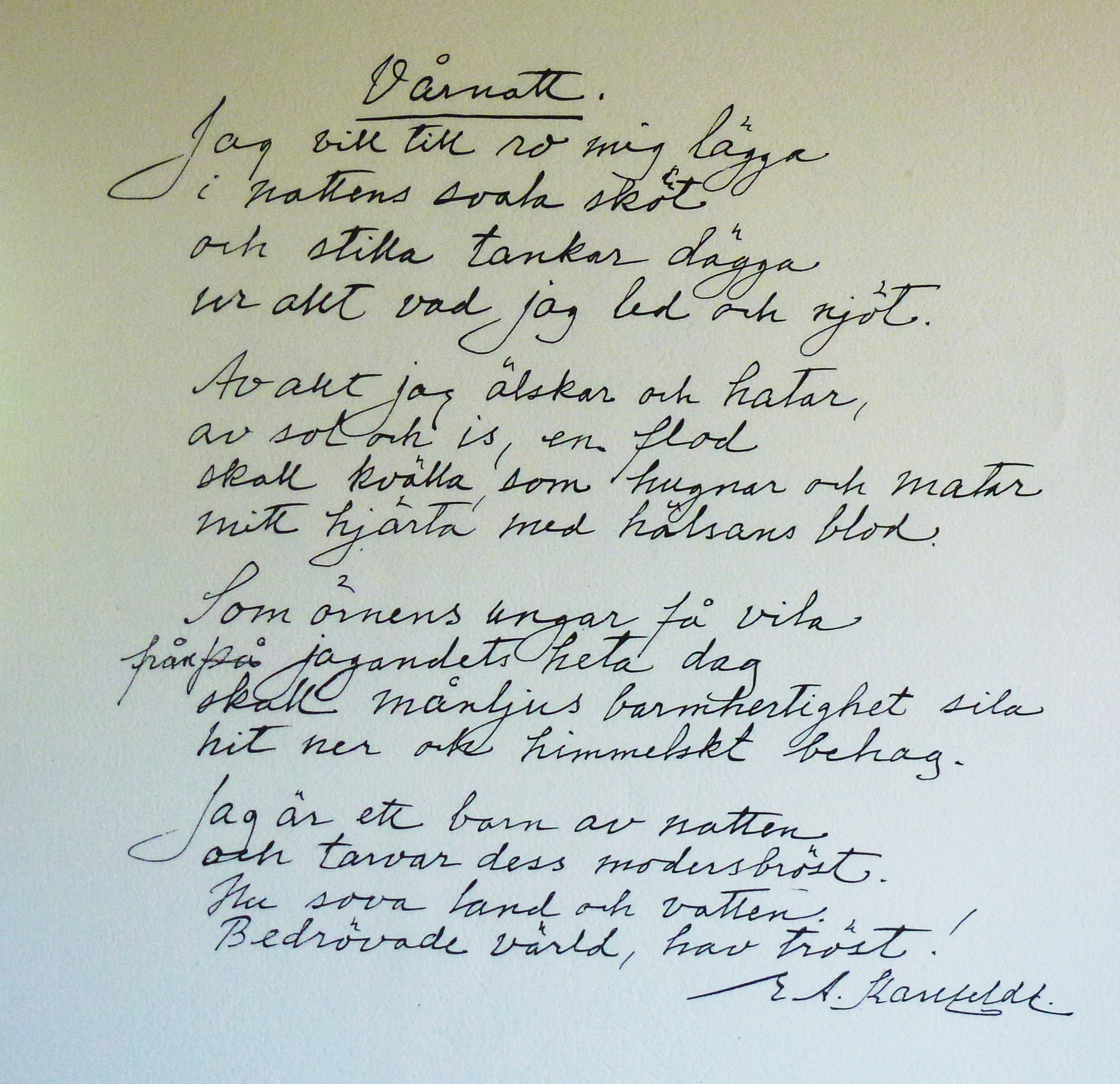
Erik Axel Karlfeldt: Vårnatt.

År 1898 publicerades Karlfeldts andra diktsamling Fridolins visor och andra dikter på Wahlström & Widstrands förlag. I den har Karlfeldt skapat Fridolin, sitt poetiska alter ego, en bondson som har studerat, men blivit bonde och som skriver dikter på lediga stunder – en blandning av odalbonde och kulturmänniska. Fridolin har också gett namnet till Karlfeldts tredje diktsamling Fridolins lustgård och Dalmålningar på rim. Det mest anmärkningsvärda med denna diktfigur är att han förutom ett fåtal dikter inte förekommer i böckerna. Dikterna har en litterär prägel med ett språk inspirerat av Karl XII:s bibel och Bondepraktikan. Bland poeter som Karlfeldt lät sig inspireras av finns 1600-talsskalder som Wivallius, Stiernhielm och Lasse Lucidor. I dikterna finns också en rytm som hämtats från Bellmans visor. I sin debutbok hade Karlfeldt förlagt några av dikterna till Dalarna och till Dalarna skulle Karlfeldt återvända i sina dikter. Dalarna hyllas inte bara för sin skönhet; det är också ett ideal, oberört av den moderna tiden, med dalkullor, fäbodar och fria bönder. Dalaromantiken låg i tiden. Selma Lagerlöf hade 1901 publicerat första delen av Jerusalem och målare som Anders Zorn och Carl Larsson hade gjort landskapet känt. För Karlfeldt var Dalarna hans Arkadien och dess herdar är Dalarnas oberoende odalbönder.

### Stockholm

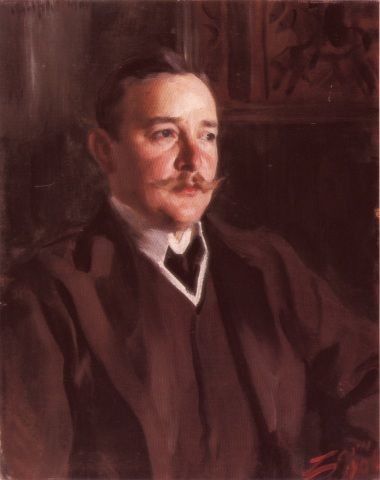
Erik Axel Karlfeldt i Zorngårdens matsal. Målning av Anders Zorn 1906.

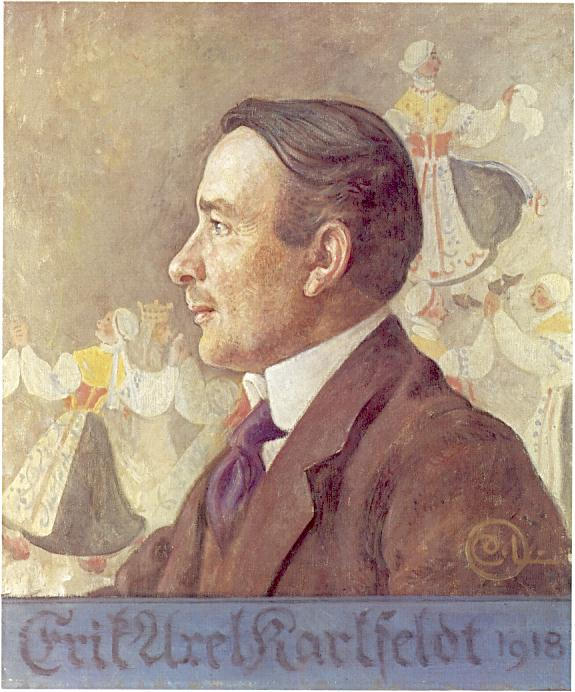
Karlfeldt år 1918. Målning av Carl Larsson.

Efter sin examen stannade Karlfeldt kvar i Uppsala. Han hade fått stipendier som gjorde det möjligt för honom att skriva på en doktorsavhandling. I slutet av 1898 flyttade han dock till Stockholm där han till en början fick arbete som timlärare i engelska vid Stockholms Borgareskola. På fritiden satt han på Kungliga biblioteket och skrev på avhandlingen; detta arbete avslutade han någon gång under 1900 och på hösten samma år fick han anställning på samma bibliotek, där Snoilsky var högste chef, som extraordinarie amanuens. Det verkar också som han detta år på nytt upplevt en kärleksaffär som slutat olyckligt; några detaljer eller ens motpartens namn är inte kända. Om sitt liv hösten 1900 har Karlfeldt själv berättat i ett brev till vännen och litteraturkritikern Fredrik Vetterlund:
"Bibliotekstjänsten behagar mig synnerligen. Skada blott, att den, åtminstone ännu, ingenting renderar. Får jag ej sitta som en fri man på eget lantgods, så vet jag ej, var jag bättre skulle trivas än i detta bokpalats, i vars salar gammal visdom och ny bo fredligt sida vid sida. Där tillbringar jag dagens bästa stunder. Dessemellan sitter jag i mitt ödsliga rum vid brynet av Lagårdsgärde - allra ytterst ut, dit sällan någon hittar – och väntar på att det dystra höstrusket skall ta slut, att snön skall komma, så att jag kan hasa ut på mina skidor mot dess skogsbryn, som jag ännu ser så smutsigt grå genom mitt fönster."
Tjänstgöringen på biblioteket var endast två och en halv timme per dag för en liten lön så Karlfeldt fortsatte tjänsten på borgareskolan, skrev dikter i tidningarna och översatte utländska romaner. I början bodde han på Kungstensgatan, några månader senare på Engelbrektsgatan 4 och hösten 1902 på Banérgatan 17 på Östermalm. Från 1899 tilldelades han ett årligt stipendium från Svenska Akademien på 1 000 kronor och tack vare ett resestipendium kunde han hösten 1901 resa till Italien. I december 1901 publicerades hans tredje diktsamling, Fridolins lustgård och Dalmålningar på rim. 1903 blev han ordinarie bibliotekarie på Lantbruksakademien. År 1904 blev han invald i Svenska Akademien, den förste av nittiotalisterna som blev invald. Förmodligen var det de konservativa dragen i hans nationalromantiska diktning som fällde utslaget. År 1906 invaldes han även som arbetande ledamot av Vetenskaps- och Vitterhetssamhället i Göteborg.
Före sin avresa till Italien var Karlfeldt inneboende hos Mathilda von Düben på Engelbrektsgatan 4. Efter hemkomsten på våren 1902 inledde han ett sexuellt förhållande med familjen Dübens hembiträde Gerda Holmberg. I augusti 1903 födde Gerda sonen Folke. Från Karlfeldt kom en bukett rosor, men Karlfeldt verkar inte ha varit intresserad av att erkänna förhållandet genom att gifta sig. Däremot tog han det ekonomiska ansvaret. Då hade han nämligen träffat Aagot Lidforss, född 1876, maka till advokaten Erik Lidforss. Under 1903 verkar de ha inlett ett förhållande. Hon kände till att Karlfeldt gjort Gerda Holmberg med barn och hjälpte till att hitta en fosterfamilj i Stockholm till Folke. Sommaren 1905 reste Aagot Lidforss till Schweiz för att föda sitt och Karlfeldts barn, men förlossningen blev komplicerad och barnet dog vid födseln. Genom olika omständigheter fick Erik Lidforss reda på sanningen och Aagot valde att avsluta förhållandet med Karlfeldt.
Bevarade brev visar att Karlfeldt älskade sin son. På grund av sonen var Karlfeldt också tvungen att hålla kontakten med Gerda. I de första breven håller Karlfeldt distansen. Först 1906 börjar han använda du i breven. Möjligtvis hade Karlfeldt inlett ett förhållande med sjukgymnasten Gerda Wessel, född 1883. Det är svårt att veta hur allvarligt det förhållandet var. 1911 gifte sig Gerda Wessel med konstnären Arvid Fougstedt.

### Etablerad poet

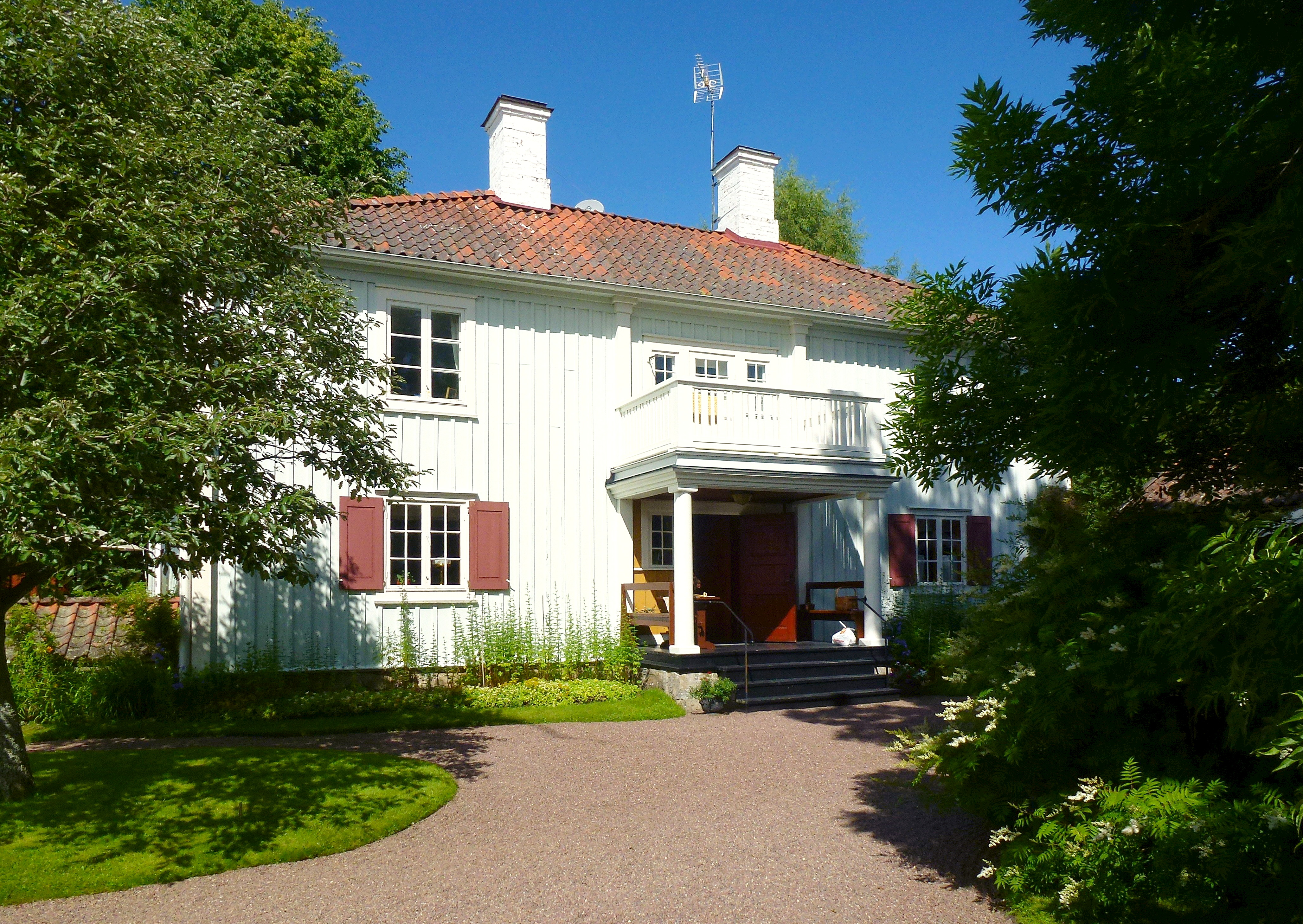
Karlfeldtsgården Sångs.

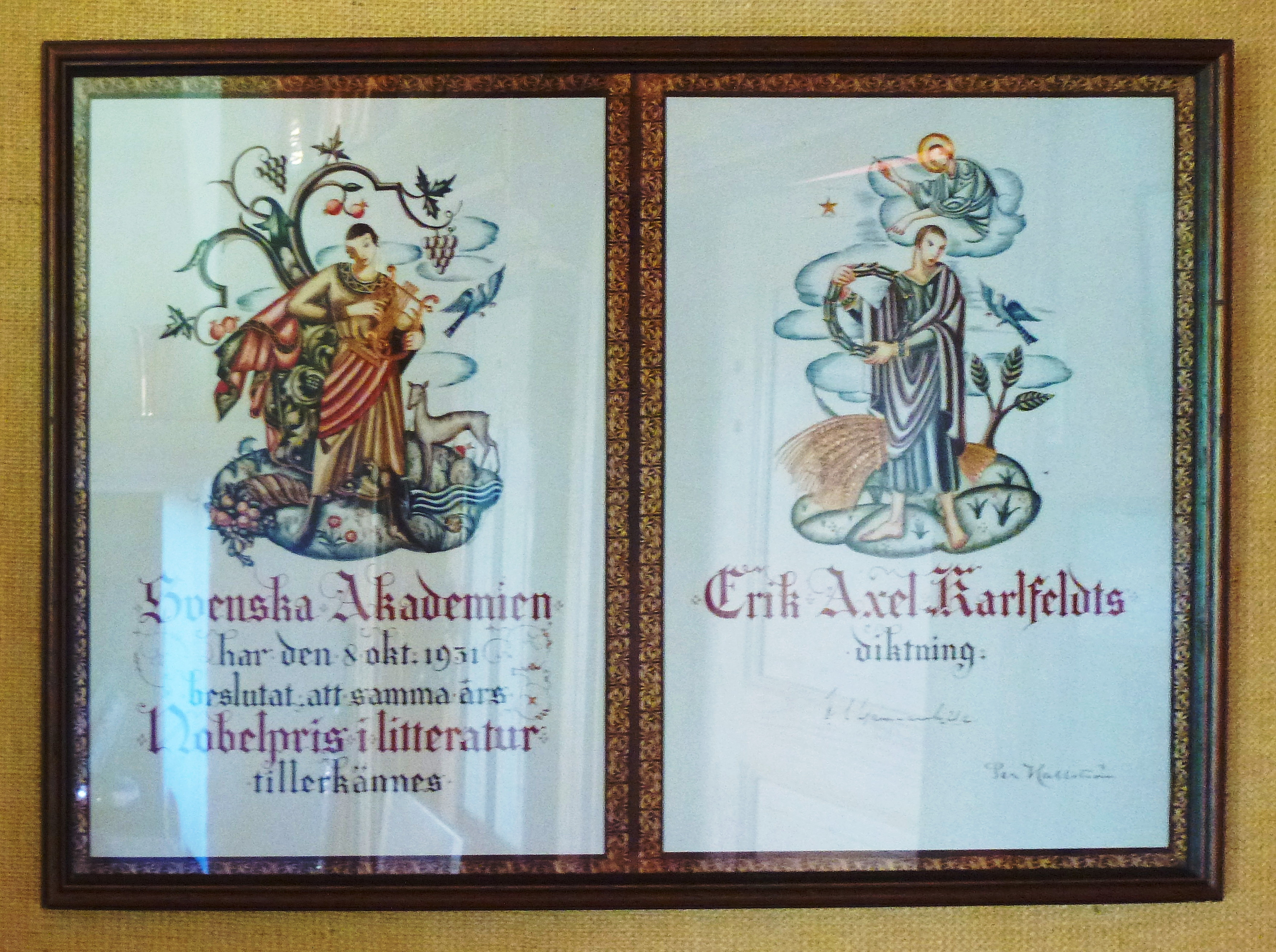
Nobelpriset, diplom.

Erik Axel Karlfeldt, porträtt utfört av J.A.G. Acke 1916. Nationalmuseum, Statens porträttsamling på Gripsholm.

Med inträdet i akademien var Karlfeldt etablerad och hans ekonomi förbättrades stadigt. I slutet av 1904 skaffade sig Karlfeldt en lägenhet på Karlavägen 41 där han bodde fram till 1909. Sitt ansvar för Gerda Holmberg tog han genom att anställa henne som hushållerska en tid innan hon flyttade till sin syster. Uppenbarligen har ändå det sexuella förhållandet med Gerda fortsatt eftersom hon i april 1907 födde ytterligare en pojke, Sune. Karlfeldt ordnade en ettrumslägenhet på Åsögatan åt henne där hon bodde med Sune.
Karlfeldt hade då börjat uppvakta konstnärinnan Lena Börjeson, dotter till skulptören John Börjeson. De två hade mötts 1898 på en middag hos paret Lidforss och träffades de följande åren med långa mellanrum. Han uppvaktade henne men hon var då inte beredd att gifta sig eftersom hon ville ta hand om sin blinde far. Efter faderns bortgång 1910 återupptogs förhållandet tills hon fick veta att Karlfeldt hade två barn med sin tidigare hushållerska. Börjeson ville då gifta sig med honom men Karlfeldt förklarade att det inte var möjligt. De två kom att mötas sporadiskt i fortsättningen. I ett brev förklarade Börjeson (?): "Han var min första och min stora kärlek, en sådan kärlek kan aldrig dö, likaväl som den är liktydig med att kunna allting förlåta."
I början av 1913 blev Karlfeldt Svenska Akademiens ständige sekreterare när han efterträdde Carl David af Wirsén. I mars drabbades han av en förkylning som snart övergick i en svår lunginflammation. Han återhämtade sig så småningom och Karlfeldt och Gerda Holmberg reste tillsammans till ett pensionat i Dala-Floda, den första gång de öppet visade sig tillsammans. När han återhämtade sig efter sjukdomen bestämde han sig för att det var dags att gifta sig med Gerda. Av någon orsak dröjde han med detta. I mars 1915 födde Gerda en dotter, Anna Blanzeflor. Den 19 juni 1916 vigdes Erik Axel Karlfeldt och Gerda Holmberg hemma hos Oskar Hansson, präst i Katarina församling. För att inte lysningen skulle väcka uppmärksamhet hade Karlfeldt tillfälligt låtit skriva sig på Södermalm.
På hösten 1916 flyttade hela familjen till en villa på Lidingö. Sune fick börja på Whitlockska samskolan och Folke på läroverket på Östermalm. 1917 föddes ännu en dotter, Ulla. I oktober 1918 flyttade familjen till en femrumslägenhet vid Mosebacke torg 14. På hösten publicerades hans diktsamling Flora och Bellona. Ett år senare ville hans kollegor i Svenska Akademien tilldela honom årets nobelpris i litteratur men Karlfeldt tackade nej till detta. Somrarna tillbringades i Dalarna och 1921 köpte han en stuga med en bit mark och ladugård i Sjugareby utanför Leksand. Sångsgården stod klar för inflyttning i maj 1922. Även om de hade kvar en åttarumslägenhet på Östermalmsgatan i Stockholm tillbringades alla lov i Dalarna. Karlfeldts inkomster var vid denna tid mycket goda. Hans främsta inkomst var lönen från Svenska Akademien på 12 000 kronor om året. Anders Zorn hade instiftat Bellmanpriset under förutsättning att prissumman på 10 000 kronor om året skulle gå till Karlfeldt på livstid. Till detta kom också arvoden och honorar. Den sammanlagda inkomsten 1923 var 35 000 kronor, 1926 32 000 kronor och 1928 40 000 kronor.

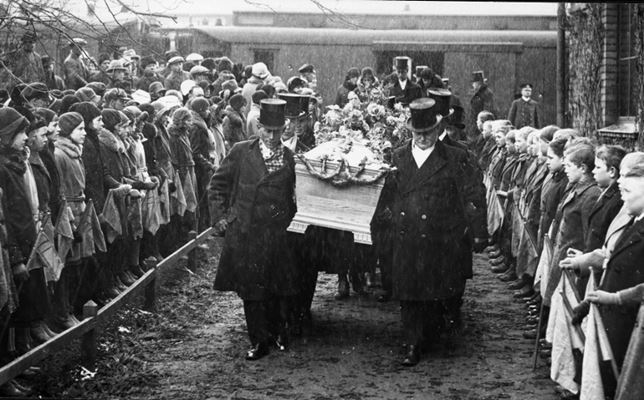
Tusentals sörjande följde processionen när Erik Axel Karlfeldts kista fördes till begravningsceremonin i Storkyrkan i Stockholm den 12 april 1931.

Andra hälften av 1920-talet innebar årliga utrikesresor tillsammans med hustrun, till Köpenhamn, Paris och Italien. Under hösten 1927 publicerades diktsamlingen Hösthorn som lovordades av kritikerna. Den första upplagan på 5 000 exemplar sålde slut på en vecka.
Under vårvintern 1931 drabbades Karlfeldt av bronkit. Han tillfrisknade, men vid påsken blev han sjuk igen. På annandagen verkade han vara på bättringsvägen men på natten den 8 april, klockan 00.58, drabbades han av kärlkramp och avled i sitt hem. Närvarande vid dödsbädden var Gunnar Didrikson. Begravningsceremonin ägde rum i Storkyrkan den 12 april. Före ceremonin fördes kistan i en procession från Östermalmsgatan till kyrkan. Officianter vid begravningen var ärkebiskop Nathan Söderblom och prosten Oskar Hansson. Följande dag gravsattes kistan på Folkärna kyrkogård utanför Krylbo.
Efter Karlfeldts död sålde hans hustru förlagsrätten till bokförlaget Wahlström & Widstrand för 75 000 kronor. I oktober tilldelades Karlfeldt postumt nobelpriset i litteratur, vars prissumma uppgick till 173 206 kronor. Karlfeldt är därmed den ende person som fått litteraturpriset postumt, och utöver Dag Hammarskjöld (fredspriset 1961) och Ralph Steinman (medicinpriset 2011) den ende som fått ett nobelpris överhuvudtaget efter sin död. Sedan 1974 tillåter Nobelstiftelsens stadgar inte längre postum utdelning. Karlfeldts prismotivering – "Erik Axel Karlfeldts diktning" – är den kortaste motiveringen för något nobelpris.
Gerda Karlfeldt avled 1981. Hon gravsattes bredvid sin man på Folkärna kyrkogård.
En byst av Karlfeldt avtäcktes den 24 juli 1932 vid fädernegården i Folkärna.